# 한신칸 모더니즘

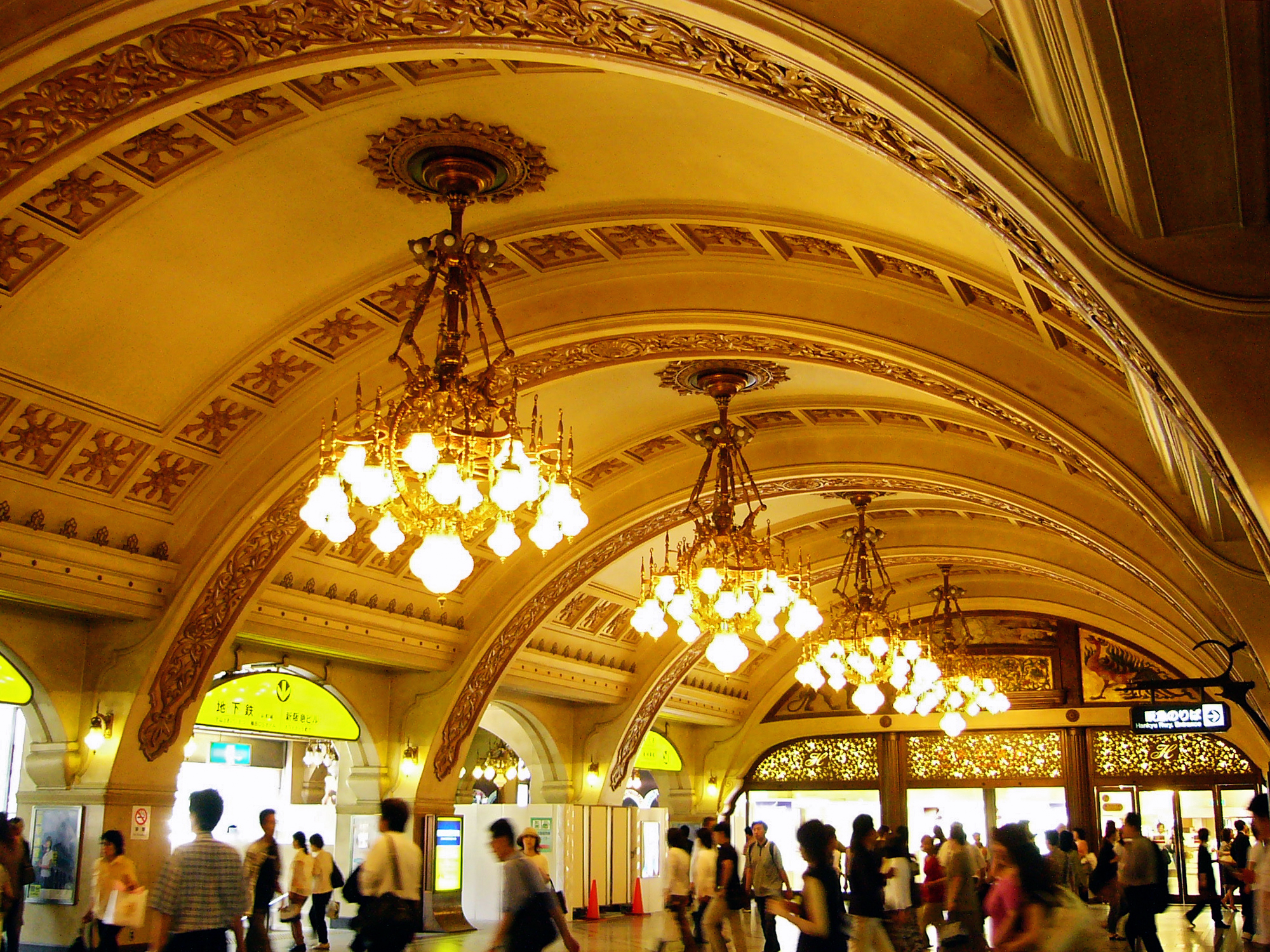
오사카 한큐 우메다역(구) 중앙 홀

한신칸 모더니즘(일본어: 阪神間モダニズム)은 1900년대부터 1930년대까지 일본의 오사카와 고베의 한신칸 광역 도시권을 중심으로 발전한 근대주의 예술, 문화, 생활 방식, 또는 당시의 상황을 일컫는다. 한신칸 광역 도시권은 롯코산맥과 바다 사이의 지형(고베시의 나다구와 히가시나다구, 아시야시, 다카라즈카시, 니시노미야시, 이타미시, 아마가사키시, 산다시, 가와니시시)으로 구성된다.
간토 대지진으로 인해 도시 확산이 일시적으로 중단된 도쿄만 지역과 달리, 1923년 이후에도 성장을 거듭한 오사카만 지역은 도시의 교외화가 진행되면서 한신칸 모더니즘 문화권이 오사카부의 이케다시, 미노오시, 도요나카시, 고베시의 스마구, 다루미구 등으로 확장되었다.

## 의미
"한신칸 모더니즘"은 《라이프스타일과 도시 문화: 한신칸 모더니즘의 빛과 그림자》(ライフスタイルと都市文化: 阪神間モダニズムの光と影)과 같은 서적과 한신칸 모더니즘 전시와 같은 행사에서부터 쓰이기 시작한 지역 문화사 개념이다.
한신칸 모더니즘은 오늘날 전후 일본에서 발생한 전후 재건과 급속한 경제 성장의 기적, 거품 경제 등을 배제하고 메이지 유신부터 제2차 세계 대전 말기까지 77년간 진행된 전쟁전 근대화 과정과 관련하여 이 지역에 나타난 문화 현상의 조짐으로 연구 대상이 되었다.

## 역사

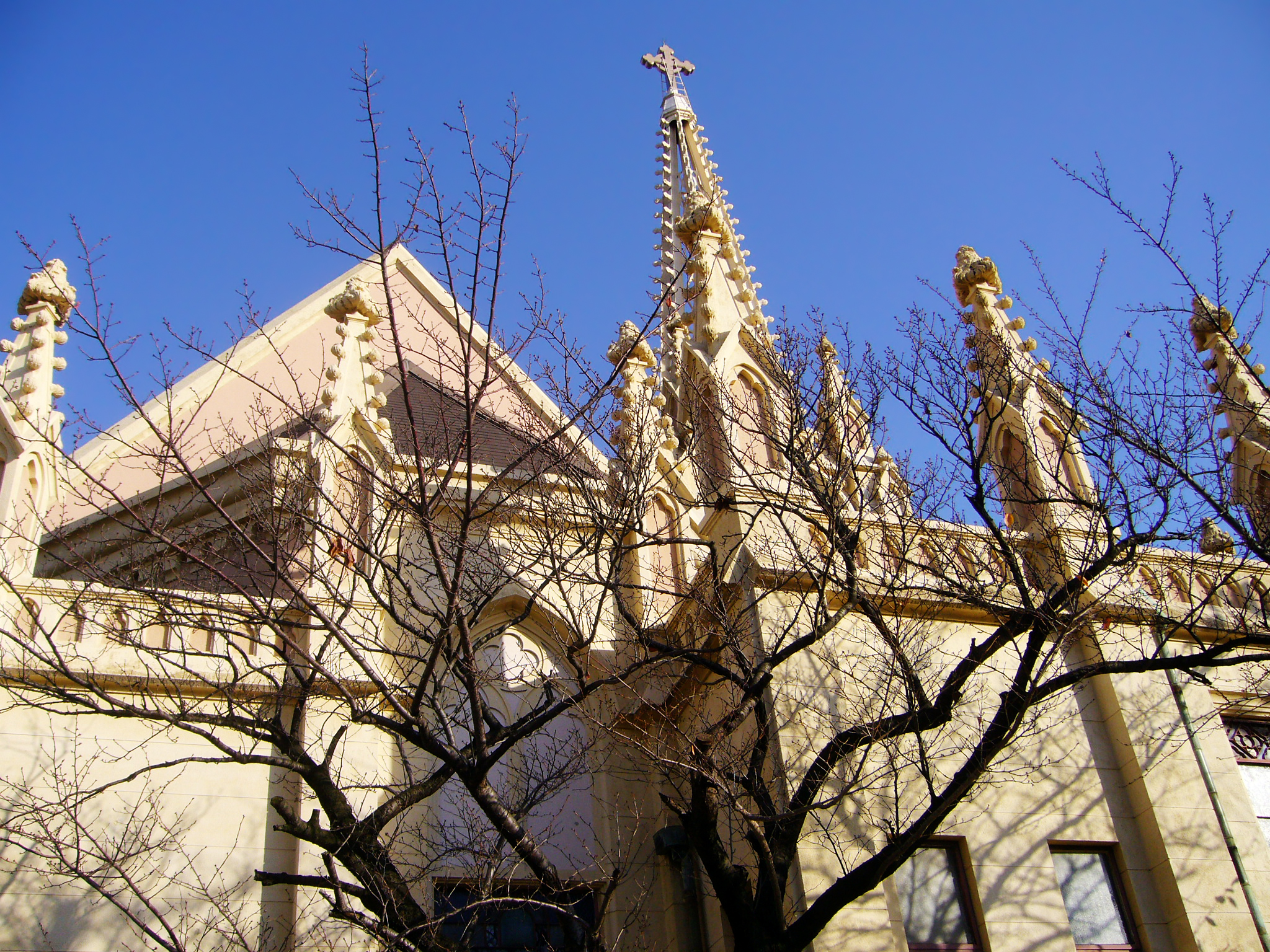
니시노미야 슈쿠가와 천주교회

청일 전쟁(1894년 ~ 1895년) 이후 오사카는 일본 최대의 경제 중심지가 되었고, 고베는 동양 최대의 항구 도시로 발전하였다. 그러나 두 도시의 산업 확장으로 인해 도시 지역의 생활 여건은 악화되었다.
그와 동시에 긴키 지방은 미국의 사례를 따라 도시간 철도 건설 붐을 경험하였다. 한신 전기 철도의 본선(1905년 개통)을 시작으로 미노 아리마 전기 철도(오늘날 한큐 다카라즈카 본선, 1910년 개통), 한신 고속 전기 철도 고베 본선(1920년 개통) 등의 철도가 개통하면서 고베/호쿠세쓰 외곽의 미개발 농업 지역이 주목을 받게 되었고, 풍광이 아름다운 롯코산 남쪽 경사면에 깔린 선로 주변 지역에 쾌적한 생활 환경 조성을 목적으로 하는 교외 주거 지역, 이른바 한신칸 지역의 개발이 진행되었다. 이 지역의 도시 및 문화 발전은 간사이 사유 철도 자본과 불가분의 관계에 있다.
먼저 메이지 시대에 게이한신 지역의 부유한 상인들이 스미요시촌(오늘날 고베 히가시나다구) 부근에 호화 저택을 잇달아 지었다. 이 지역의 개발은 다이쇼 시대부터 기업가뿐만 아니라 당시 부상하던 대학을 졸업한 화이트칼라 지식인, 즉 부동산을 소유하지 않은 중산층을 위한 주거 지역으로써 확장하는 계기가 되었다. 문화와 경제적 환경이 조성되자 많은 예술가와 문화인들이 이 지역으로 이주하였고, 다양한 문화, 교육, 사교 공간을 제공하는 호텔과 오락 시설이 들어서면서 "부르주아지"라 일컫는 부유층의 요구를 충족시키는 것에 기반을 두어 롯코산 정상 부근과 초목이 우거진 마을의 휴가 별장 지역에 주요 휴양지가 형성되었다. 그 후에는 서양 문화의 영향을 받아 고유의 독특한 생활 방식을 향유하게 되었는데, 이것들이 오늘날까지 일본의 예술, 문화, 교육, 과자와 같은 음식, 오락, 생활 방식에 큰 영향을 미쳤다. 오늘날에도 이 지역은 일본을 대표하는 유명 브랜드 주거 지역 중 하나이다.
한신칸 모더니즘의 영향은 일본 현대 건축에서 찾아 볼 수 있으며, 간토 지방의 서양식 리조트 시설, 가루이자와정 같은 고급 별장 지역, 덴엔초후 같은 도쿄 교외 주거지를 예로 들 수 있다.

## 같이 보기
- 다이쇼 데모크라시
- 쇼와 모던